# Flying Cloud (Slagharen)
Flying Cloud (eerder Droomboot, ook wel Traumboot genoemd) was een Looping Schip in het Nederlandse Attractiepark Slagharen.
Flying Cloud is een groot schip dat heen en weer schommelt, en in tegenstelling tot het schommelschip ook over de kop gaat. Deze attractie kwam in 1983 naar Slagharen. Het door Weber gebouwde schip bevond zich oorspronkelijk in het begin van het park, vlak bij de kabelbaan. Toen heette het schip Droomboot. Veel mensen noemden de attractie ook Traumboot of Traum Boot, omdat op de arm die het schip draagt deze letters zijn aangebracht.

## Verplaatsing
In december 2012 werd de Droomboot verplaatst naar de plaats waar tot en met het einde van het seizoen de Dream Catcher had gestaan, om voor in het park plaats te maken voor nieuwe attracties. De attractie heette van toen af aan Flying Cloud.

## Afbraak
In november 2014 is het schip geheel gedemonteerd: er moest plaats gemaakt worden voor de bouw van het buitengedeelte van het nieuwe zwemcomplex Aqua Mexicana. In 2015 stond de attractie niet in het park, maar de bedoeling was dat hij in 2016 opnieuw zou worden opgesteld. Hij zou in geen geval verwijderd worden, er moest enkel een goeie plek voor worden gevonden. Daar werd begin 2016 echter op teruggekomen: directeur Wouter Dekkers geeft voorrang aan andere zaken, waardoor de boot ook in 2016 niet terugkomt. De attractie is vuil geworden en heeft opnieuw een opknapbeurt nodig. Bovendien is plots niet meer 100% zeker of hij wel degelijk nog terugkomt.
In de zomer van 2016 maakte het park bekend een zestigtal verouderde vakantiehuisjes vlak naast het attractiepark, achter het reuzenrad, af te zullen breken. Hierdoor komt er een stuk grond vrij die bij het attractiepark zal worden getrokken, waarop nieuwe attracties zullen worden gebouwd, en eventueel Flying Cloud terug zal worden opgebouwd.
In het najaar van 2021 werd beslist om de attractie voorgoed te verwijderen uit het park. De attractie was in slechte staat en verkopen was geen optie meer waardoor deze naar het stort werd gebracht.

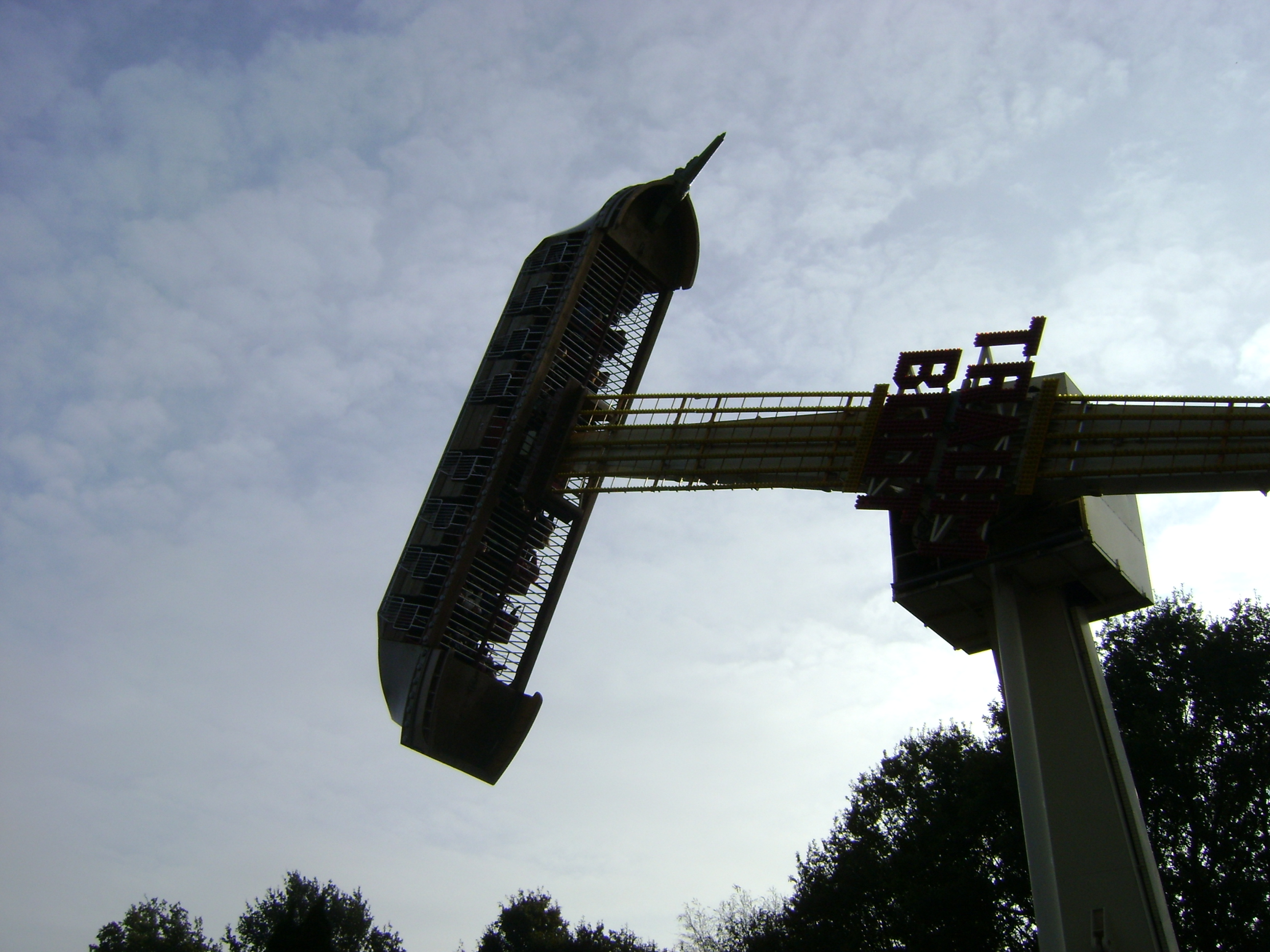
De Droomboot (2008)

Afbeeldingen · Main Street